# Magnolia pahangensis
Magnolia pahangensis este o specie de plante din genul Magnolia, familia Magnoliaceae, descrisă de Hans Peter Nooteboom. Conform Catalogue of Life specia Magnolia pahangensis nu are subspecii cunoscute.